# 김성훈 (축구 선수)
김성훈(한국 한자: 金盛勳, 1991년 5월 24일 ~ )은 대한민국의 축구 선수이며 포지션은 수비수이다.